# Asseln (Lichtenau)
Asseln is een plaats in de Duitse gemeente Lichtenau (Westfalen), deelstaat Noordrijn-Westfalen, en telt 498 inwoners (2007).

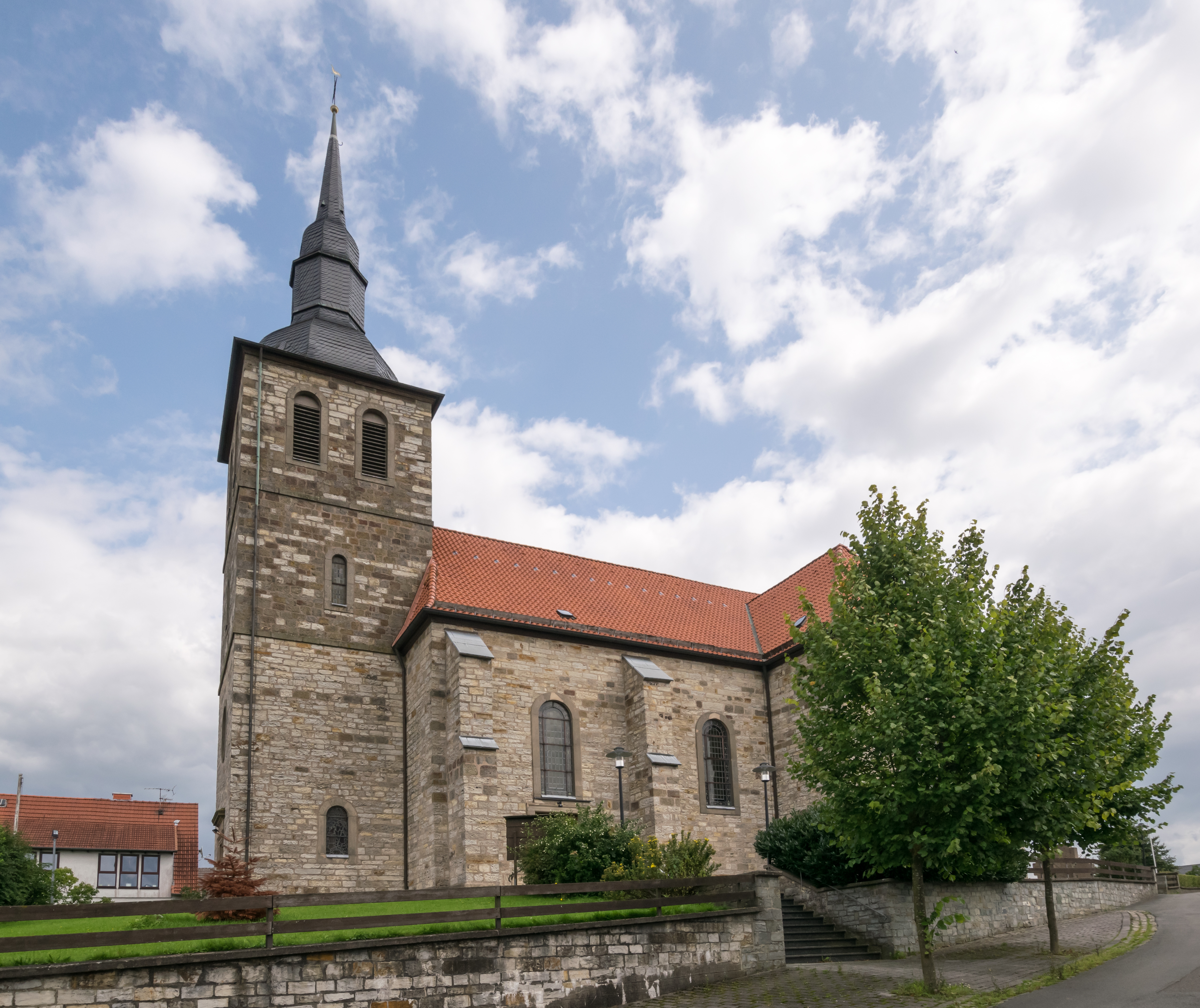
Dorpskerk